# 皮埃蒙特 (西維吉尼亞州)
皮埃蒙特（英語：Piedmont）是美國西弗吉尼亚州米纳勒尔县的一個镇，是坎伯兰，MD-WV大都会统计区的一部分。2010年人口普查时的人口为876人。皮埃蒙特于1856年被租用，该镇是由皮埃蒙特当地人亨利·路易斯·盖茨撰写的《有色人种：回忆录》的主题。